# Tibouchina roseotincta
Tibouchina roseotincta är en tvåhjärtbladig växtart som beskrevs av Todzia. Tibouchina roseotincta ingår i släktet Tibouchina och familjen Melastomataceae. Inga underarter finns listade i Catalogue of Life.